# Communauté Don Camillo
Die Communauté Don Camillo ist eine evangelische Kommunität in Laténa im Kanton Neuenburg (Schweiz). Als alternative Bezeichnung hat sich Montmirail eingebürgert. Die Kommunität entstand 1977 aus einer christlichen Jugendarbeit in Riehen bei Basel. Es ist eine Lebensgemeinschaft von Familien und einigen Einzelpersonen unterschiedlichen Alters. Verbindend sind die drei täglichen Gebetszeiten in der Kapelle. Die Kommunität gehört zur Evangelisch-reformierten Kirche des Kantons Neuenburg.
Die Kommunität führt einen Gäste- und einen Landwirtschaftsbetrieb. Sie unterhält enge Beziehungen zum Stadtkloster Segen in Berlin, das Mitglieder aufbauen und betreiben. Ein Ehepaar der Kommunität wohnt in Basel. Ein weiterer Standort wurde 2013 in Bern eröffnet. An allen Standorten ist die Kommunität Teil der Evangelisch-Reformierten Kirche.
Die Leitung von Don Camillo obliegt zwei gewählten Mitgliedern der Kommunität.

## Name
Der für eine Kommunität ungewöhnliche Name wurde einer Figur des italienischen Schriftstellers Giovannino Guareschi entlehnt. Der Landpfarrer Don Camillo spielte insbesondere in Guareschis Sammlung von Kurzgeschichten Don Camillo und Peppone (1948) eine Hauptrolle.

## Geschichte von Montmirail

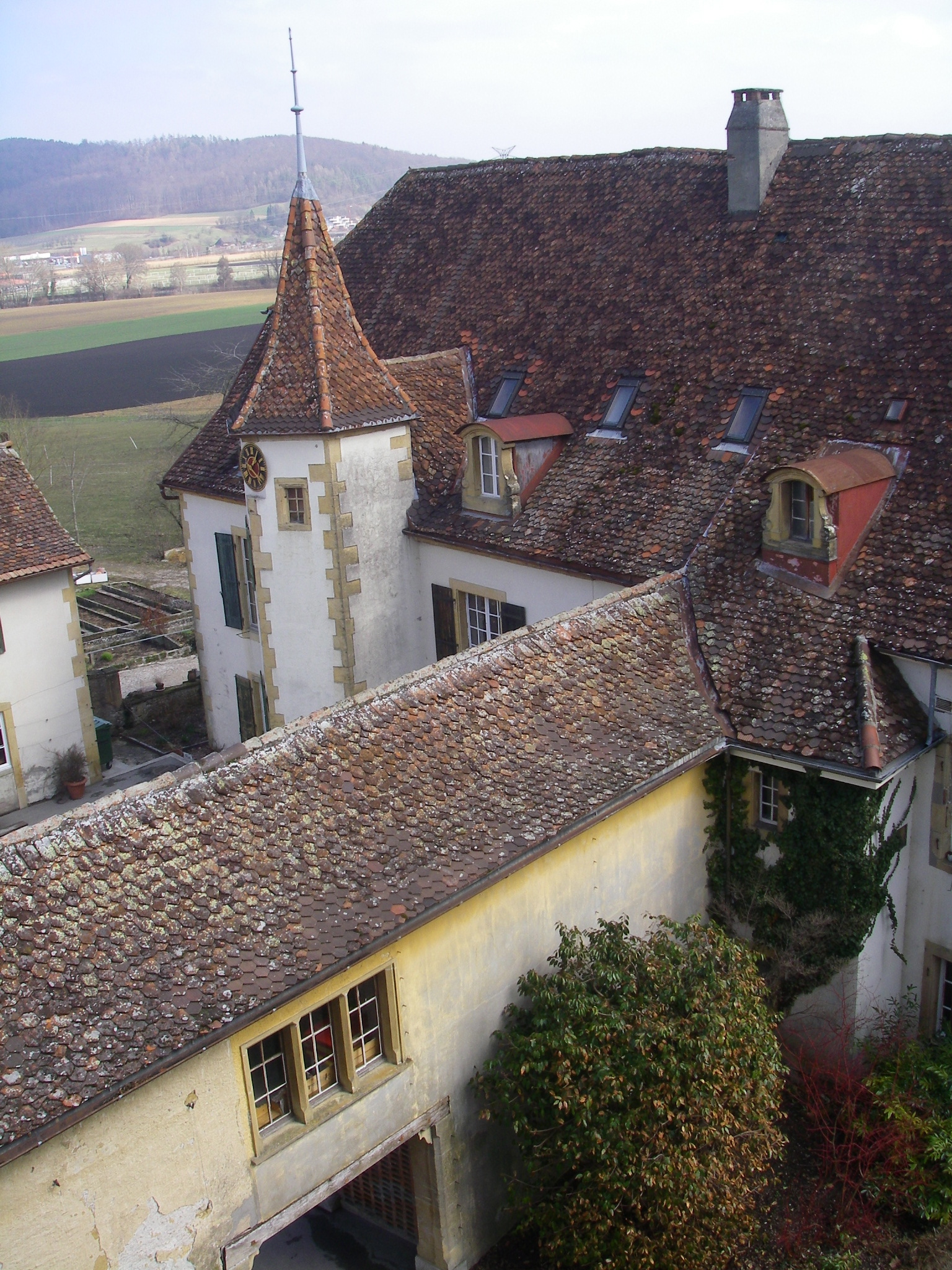
Schlösschen mit Turm: der älteste Teil der Siedlung

1618 erbaute Abraham Tribolet, ein französischer Offizier, ein kleines Schloss und einen Bauernhof und nannte den Ort «Montmirail» (französisch: «wunderbarer Berg»). Anfang des 18. Jahrhunderts erhielt die Herrnhuter Brüdergemeine den Landsitz geschenkt, der vorher im Besitz der Familie des Bischofs Friedrich von Wattenwyl war. Sie eröffnete dort 1766 ein Mädcheninternat. Den Bedürfnissen dieser Schule angepasst, entstanden im Laufe der Zeit immer mehr Gebäude. Nachdem mangels Schülerinnen das Internat geschlossen werden musste, übernahm 1988 die Kommunität Don Camillo den Gutshof Montmirail. Seither kommen Gäste für Angebote der Kommunität oder um ihre eigenen Tagungen durchzuführen. 
Seit 1993 besteht die Möglichkeit, dass christlich gesinnte Zivildienstleistende ihren Einsatz in Montmirail absolvieren. Seit 2008 können im Rahmen von IV-Massnahmen Ausbildungsgänge in den Bereichen Landwirtschaft, Pferdewartung, Küche und Hausdienst absolviert werden.
Seit der umfassenden Renovation 1999–2001, die zu einem grossen Teil von den Mitgliedern der Gemeinschaft durchgeführt wurde, sind die Gästezimmer mit Dusche und WC ausgestattet. 